# Bryocyclops trangensis
Bryocyclops trangensis – gatunek widłonoga z rodziny Cyclopidae. Opisał go w 2018 roku tajski zoolog Santi Watiroyram. Miejsce typowe to jaskinia Khao Pina w Wat Tham Khao Pina, dystrykt Huai Yot, prowincja Trang, południowa Tajlandia (współrzędne wejścia do jaskini: 7°44′55,3″N 99°31′36,8″E/7,748694 99,526892, wysokość 34 m n.p.m.).